# Austrian International 2013
Die Austrian International 2013 fanden vom 20. bis zum 23. Februar 2013 in Wien statt. Es war die 42. Austragung dieser offenen internationalen Meisterschaften von Österreich im Badminton.

## Austragungsort
- Wiener Stadthalle B, Vogelweidplatz 14

## Sieger und Platzierte
| Disziplin    | Gold                         | Silber                      | Bronze                                   |
| ------------ | ---------------------------- | --------------------------- | ---------------------------------------- |
| Herreneinzel | Kento Momota                 | Riichi Takeshita            | Kazumasa Sakai                           |
| Herreneinzel | Kento Momota                 | Riichi Takeshita            | Niluka Karunaratne                       |
| Dameneinzel  | Yui Hashimoto                | Petya Nedelcheva            | Cheung Ngan Yi                           |
| Dameneinzel  | Yui Hashimoto                | Petya Nedelcheva            | Kristína Gavnholt                        |
| Herrendoppel | Hiroyuki Saeki Ryota Taohata | Takeshi Kamura Keigo Sonoda | Teo Ee Yi Nelson Heg Wei Keat            |
| Herrendoppel | Hiroyuki Saeki Ryota Taohata | Takeshi Kamura Keigo Sonoda | Lee Chun Hei Chan Yun Lung               |
| Damendoppel  | Misato Aratama Megumi Taruno | Chow Mei Kuan Lee Meng Yean | Irina Khlebko Ksenia Polikarpova         |
| Damendoppel  | Misato Aratama Megumi Taruno | Chow Mei Kuan Lee Meng Yean | Artima Serithammarak Peeraya Munkitamorn |
| Mixed        | Chan Yun Lung Tse Ying Suet  | Lee Chun Hei Chau Hoi Wah   | Vasin Nilyoke Artima Serithammarak       |
| Mixed        | Chan Yun Lung Tse Ying Suet  | Lee Chun Hei Chau Hoi Wah   | Bodin Isara Peeraya Munkitamorn          |